# Luke Babbitt
Luke Babbitt (Cincinnati, 20 de junho de 1989) é um jogador norte-americano de basquete profissional.
Ele jogou basquete universitário na Universidade de Nevada e foi selecionado pelo Minnesota Timberwolves com 16° escolha geral no Draft da NBA de 2010 e foi trocado para o Portland Trail Blazers. Além dos Blazers, ele jogou pelo New Orleans Pelicans, Miami Heat, Atlanta Hawks e Miami Heat da NBA, pelo Idaho Stampede da G-League e pelo Nizhny Novgorod da VTB United League.

## Primeiros anos
Babbitt nasceu em Cincinnati, Ohio. Aos nove anos de idade, sua família se mudou para Reno, Nevada. 
Babbitt frequentou a Galena High School, onde foi duas vezes eleito o Jogador do Estado do Ano pela Gatorade. Em seu terceiro ano, ele obteve uma média de 27,8 pontos e 9,5 rebotes por jogo, enquanto liderava Galena ao título estadual. 
Babbitt terminou sua carreira no ensino médio com 2.941 pontos, o que quebrou o recorde de 2.616 pontos de Armon Johnson, no estado de Nevada.
Considerado um recruta de quatro estrelas pela Rivals.com, Babbitt foi listado como o 12° melhor Ala-pivô e o 31° melhor jogador do país em 2008.

## Carreira na faculdade
Depois de se comprometer verbalmente com a Universidade Estadual de Ohio, Babbitt desistiu e decidiu frequentar a Universidade de Nevada.
Em seu primeiro jogo, Babbitt registrou um duplo-duplo de 20 pontos e 12 rebotes contra Montana. Durante essa temporada, ele teve uma média de 16,9 pontos, 7.4 rebotes e 1.4 assistências.
Em sua segunda temporada, Babbitt liderou a equipe com 21,9 pontos por jogo. Ele marcou 33 pontos nas semifinais do torneio Western Athletic Conference em 13 de março de 2010 contra Novo México. Apesar de perder o jogo e acabar com suas esperanças de ir ao Torneio da NCAA, Nevada foi convidado para o NIT, onde perdeu na segunda rodada para a Universidade de Rhode Island.
Em 20 de abril de 2010, Babbitt contratou um agente e se declarou o Draft da NBA.

## Carreira profissional

### Portland Trail Blazers (2010–2013)

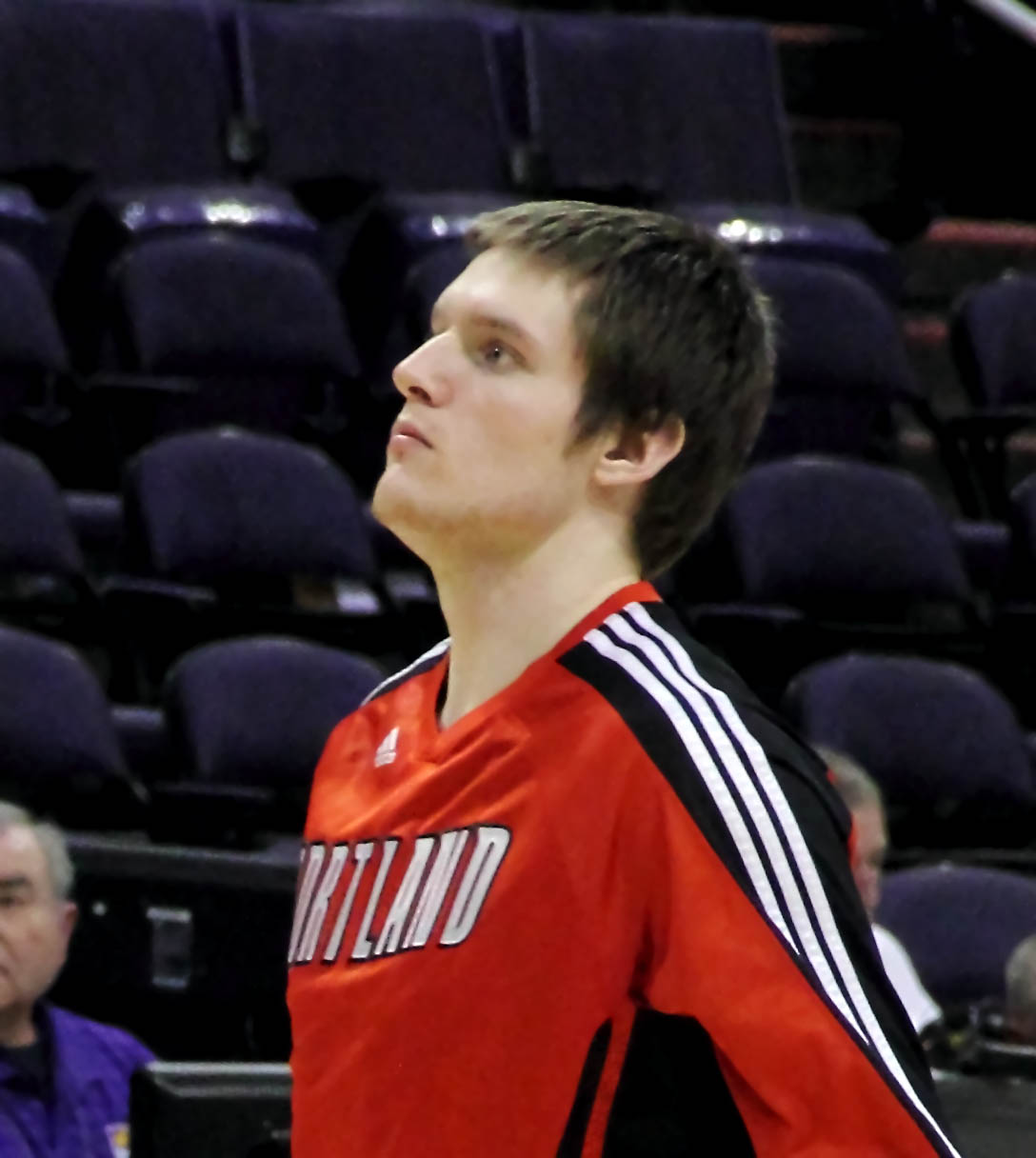
Babbitt em 2011 com o Portland Trail Blazers.

Babbitt foi selecionado pelo Minnesota Timberwolves com 16° escolha geral no Draft da NBA de 2010. Ele foi posteriormente negociado, juntamente com Ryan Gomes, para o Portland Trail Blazers em troca de Martell Webster.
Em 8 de dezembro de 2010, Babbitt foi designado para o Idaho Stampede da G-League. Dentro todas as suas passagens, ele jogou em 17 jogos e teve médias de 20.2 pontos, 7.6 rebotes e 1.8 assistências.
Em suas três temporadas em Portland, ele jogou em 126 jogos e teve médias de 3.8 pontos e 2.1 rebotes.

### Nizhny Novgorod (2013-2014)
Em agosto de 2013, Babbitt assinou com Nizhny Novgorod da Rússia para a temporada de 2013-14. Em janeiro de 2014, ele deixou a Rússia em circunstâncias controversas.

### New Orleans Pelicans (2014–2016)
Em 4 de fevereiro de 2014, Babbitt assinou com o New Orleans Pelicans. Em 20 de julho de 2015, ele renovou seu contrato com os Pelicans.
Em suas três temporadas em New Orleans, ele jogou em 137 jogos e teve médias de 5.5 pontos e 2.5 rebotes.

### Miami Heat e Atlanta Hawks (2016–2018)
Em 10 de julho de 2016, Babbitt foi negociado com o Miami Heat em troca de uma escolha de segunda rodada de 2018.
Ele assinou com o Atlanta Hawks em 9 de agosto de 2017, antes de ser negociado de volta ao Heat em 8 de fevereiro de 2018 em troca de Okaro White.

## Estatísticas

### NBA

#### Temporada regular
| Ano      | Time        | PJ  | MPJ | AP   | 3P   | LL   | RT   | AS  | BR  | TO | PPJ | PPG |
| -------- | ----------- | --- | --- | ---- | ---- | ---- | ---- | --- | --- | -- | --- | --- |
| 2010–11  | Portland    | 24  | 0   | 5.7  | .273 | .188 | .333 | 1.3 | .3  | .1 | .1  | 1.5 |
| 2011–12  | Portland    | 40  | 4   | 13.4 | .410 | .430 | .850 | 2.4 | .4  | .3 | .1  | 5.1 |
| 2012–13  | Portland    | 62  | 0   | 11.8 | .368 | .348 | .769 | 2.2 | .5  | .2 | .1  | 3.9 |
| 2013–14  | New Orleans | 27  | 2   | 17.5 | .390 | .379 | .778 | 3.3 | 1.1 | .3 | .4  | 6.3 |
| 2014–15  | New Orleans | 63  | 19  | 13.2 | .479 | .513 | .684 | 1.8 | .4  | .3 | .2  | 4.1 |
| 2015–16  | New Orleans | 47  | 13  | 18.0 | .422 | .404 | .780 | 3.1 | 1.1 | .2 | .1  | 7.0 |
| 2016–17  | Miami       | 68  | 55  | 15.7 | .402 | .414 | .733 | 2.1 | .5  | .3 | .2  | 4.8 |
| 2017–18  | Atlanta     | 37  | 9   | 15.4 | .476 | .441 | .773 | 2.2 | .7  | .2 | .1  | 6.1 |
| 2017–18  | Miami       | 13  | 5   | 11.2 | .234 | .244 | .000 | 1.2 | .4  | .1 | .2  | 2.5 |
| Carreira | Carreira    | 381 | 107 | 14.0 | .408 | .402 | .747 | 2.2 | .6  | .2 | .2  | 4.8 |

### Universitário
| Ano      | Time     | PJ | MPJ | AP   | 3P   | LL   | RT   | AS  | BR  | TO  | PPJ | PPG  |
| -------- | -------- | -- | --- | ---- | ---- | ---- | ---- | --- | --- | --- | --- | ---- |
| 2008–09  | Nevada   | 34 | 34  | 32.6 | .456 | .429 | .864 | 7.4 | 1.4 | .7  | .7  | 16.9 |
| 2009–10  | Nevada   | 34 | 34  | 37.1 | .500 | .416 | .917 | 8.9 | 2.1 | 1.0 | .8  | 21.9 |
| Carreira | Carreira | 68 | 68  | 34.9 | .480 | .421 | .893 | 8.1 | 1.8 | .9  | .8  | 19.4 |

Fonte: